# Utetes alutaceus
Utetes alutaceus är en stekelart som först beskrevs av Granger 1949.  Utetes alutaceus ingår i släktet Utetes och familjen bracksteklar. Inga underarter finns listade i Catalogue of Life.